# Gottfried Bucholtz
Gottfried Bucholtz, död 15 oktober 1726 i Stockholm, var en tysk musiker och vice hovkapellmästare.
Bucholtz tillhörde förmodligen en familj från Bremen. Han förekommer i musikaliska sammanhang i Sverige för första gången 1688, då han var tillfälligt engagerad i Tyska kyrkan. Två år senare ersatte han Andreas Schultz i Hovkapellet och 1704 utnämndes han så till vice kapellmästare. 1689 gifte sig Buchholtz med Gertrud Hårleman syster till trädgårdsarkitekten Johan Hårleman.